# علی عبدالزهره
علی عبدالزهره (عربی: علي عبد الزهرة؛ زادهٔ ۱ ژوئیهٔ ۱۹۵۳) بازیکن فوتبال اهل عراق بود.
از باشگاه‌هایی که در آن بازی کرده‌است می‌توان به باشگاه ورزشی المینا اشاره کرد.
وی همچنین در تیم ملی فوتبال عراق بازی کرده‌است.